# Aire urbaine de La Flèche
L'aire urbaine de La Flèche est une aire urbaine française constituée autour de la commune de La Flèche.

## Caractéristiques
D'après la délimitation établie par l'INSEE, l'aire urbaine de La Flèche est composée de trois communes, toutes situées dans la Sarthe. 
La commune de La Flèche forme son pôle urbain, l'unité urbaine (ou agglomération) de La Flèche.
Les deux autres communes forment sa couronne périurbaine.

## Composition
Les communes de l'aire urbaine de La Flèche sont les suivantes :
| Nom             | Code Insee | Statut | Superficie (km2) | Population (dernière pop. légale) | Densité (hab./km2) |
| --------------- | ---------- | ------ | ---------------- | --------------------------------- | ------------------ |
| Clermont-Créans | 72084      |        | 17,82            | 1 276 (2022)                      | 72                 |
| La Flèche       | 72154      |        | 74,21            | 15 081 (2022)                     | 203                |
| Thorée-les-Pins | 72357      |        | 28,18            | 741 (2022)                        | 26                 |

## Évolution démographique
| 1968   | 1975   | 1982   | 1990   | 1999   | 2010   | 2015   |
| ------ | ------ | ------ | ------ | ------ | ------ | ------ |
| 15 238 | 15 921 | 16 195 | 16 499 | 16 857 | 17 027 | 17 183 |